# 中共十八大至十九大期间落马官员列表
本列表收录自2012年11月中共十八大至十九大期间落马的高级官员。
列表按涉案官员职级自高至低排序；职级相同的，按照中国共产党中央纪律检查委员会对外公布时间先后排序。
| 姓名   | 职务/原职务                                                                      | 公布时间       | 现状                                                                                                |
| 正国级 | 正国级                                                                           | 正国级         | 正国级                                                                                              |
| ------ | -------------------------------------------------------------------------------- | -------------- | --------------------------------------------------------------------------------------------------- |
| 周永康 | 中共中央政治局原常委、中央政法委原书记                                           | 2014年7月29日  | 开除党籍、开除公职、判处无期徒刑                                                                    |
| 副国级 |                                                                                  |                | |
| 苏 荣  | 十二届全国政协副主席                                                             | 2014年6月14日  | 开除党籍、开除公职、判处无期徒刑                                                                    |
| 徐才厚 | 中共中央政治局原委员、中央军委原副主席                                           | 2014年6月30日  | 开除党籍、开除军籍、取消上将军衔、案件侦结移送起诉期间病亡                                          |
| 令计划 | 十二届全国政协副主席、中共中央统战部部长                                         | 2014年12月22日 | 开除党籍、开除公职、判处无期徒刑                                                                    |
| 郭伯雄 | 中共中央政治局原委员、中央军委原副主席                                           | 2015年7月30日  | 开除党籍、开除军籍、取消上将军衔、判处无期徒刑                                                      |
| 孙政才 | 中共中央政治局委员、中共重庆市委书记                                             | 2017年7月24日  | 开除党籍、开除公职、判处无期徒刑                                                                    |
| 正部級 |                                                                                  |                | |
| 蒋洁敏 | 国务院国资委主任                                                                 | 2013年9月1日   | 开除党籍、开除公职、判处有期徒刑16年                                                                |
| 李东生 | 公安部党委副书记、副部长                                                         | 2013年12月20日 | 开除党籍、开除公职、判处有期徒刑15年                                                                |
| 李崇禧 | 四川省政协党组书记、主席                                                         | 2013年12月29日 | 开除党籍、开除公职、判处有期徒刑12年                                                                |
| 申维辰 | 中国科学技术协会党组书记、副主席                                                 | 2014年4月12日  | 开除党籍、开除公职、判处无期徒刑                                                                    |
| 白恩培 | 全国人大环资委副主任委员、中共云南省委原书记、省人大常委会原主任                 | 2014年8月29日  | 开除党籍、开除公职、判处死刑，缓期两年执行，限制減刑                                                |
| 何家成 | 国家行政学院常务副院长                                                           | 2014年10月11日 | 开除党籍、开除公职、判处有期徒刑9年                                                                 |
| 朱明国 | 广东省政协党组书记、主席                                                         | 2014年11月28日 | 开除党籍、开除公职、判处死刑，缓期两年执行                                                          |
| 周本顺 | 中共河北省委书记、省人大常委会主任                                               | 2015年7月24日  | 开除党籍、开除公职、判处有期徒刑15年                                                                |
| 杨栋梁 | 国家安全生产监督管理总局局长、党组书记                                           | 2015年8月18日  | 开除党籍、开除公职、判处有期徒刑15年                                                                |
| 苏树林 | 中共福建省委副书记、省政府省长                                                   | 2015年10月7日  | 开除党籍、开除公职、判处有期徒刑16年                                                                |
| 魏 宏  | 中共四川省委副书记、省政府省长                                                   | 2016年1月15日  | 撤销党内职务、行政撤职、正部级降为副厅级非领导职务                                                  |
| 王 珉  | 全国人大教科文卫委副主任委员、中共辽宁省委原书记、省人大常委会原主任             | 2016年3月4日   | 开除党籍、开除公职、判处无期徒刑                                                                    |
| 黄兴国 | 中共天津市委代理书记、市政府市长                                                 | 2016年9月10日  | 开除党籍、开除公职、判处有期徒刑12年                                                                |
| 李立国 | 民政部原党组书记、部长                                                           | 2017年1月9日   | 留党察看二年、行政撤职、降为副局级非领导职务                                                        |
| 孙怀山 | 十二届全国政协常委、港澳台侨委员会主任                                           | 2017年3月2日   | 开除党籍、开除公职、判处有期徒刑14年                                                                |
| 項俊波 | 中国保险监督管理委员会党委书记、主席                                             | 2017年4月9日   | 开除党籍、开除公职、判处有期徒刑11年                                                                |
| 王三运 | 全国人大教科文卫委副主任委员、中共甘肃省委原书记、省人大常委会原主任             | 2017年7月11日  | 开除党籍、开除公职、判处有期徒刑12年                                                                |
| 杨焕宁 | 国家安全生产监督管理总局原党组书记、局长                                         | 2017年7月31日  | 留党察看二年、行政撤职，降为副局级非领导职务                                                        |
| 李 刚  | 国务院侨务办公室原党组成员、原副主任                                             | 2017年10月9日  | 留党察看一年处分                                                                                    |
| 吴爱英 | 司法部原党组书记、部长                                                           | 2017年10月14日 | 开除党籍、行政撤职，降为副厅级非领导职务                                                            |
| 副部級 |                                                                                  |                | |
| 李春城 | 中共四川省委副书记                                                               | 2012年12月6日  | 开除党籍、开除公职、判处有期徒刑13年                                                                |
| 刘铁男 | 国家发改委副主任、国家能源局局长                                                 | 2013年5月12日  | 开除党籍、开除公职、判处无期徒刑                                                                    |
| 倪发科 | 安徽省原副省长                                                                   | 2013年6月4日   | 开除党籍、开除公职、判处有期徒刑17年                                                                |
| 郭永祥 | 四川省文联主席、中共四川省委原常委、秘书长                                       | 2013年6月22日  | 开除党籍、开除公职、判处有期徒刑20年                                                                |
| 王素毅 | 中共内蒙古自治区党委常委、统战部长                                               | 2013年6月30日  | 开除党籍、开除公职、判处无期徒刑                                                                    |
| 李达球 | 广西壮族自治区政协党组成员、副主席                                               | 2013年7月6日   | 开除党籍、开除公职、判处有期徒刑15年                                                                |
| 王永春 | 中国石油天然气集团公司副总经理                                                   | 2013年8月26日  | 开除党籍、开除公职、判处有期徒刑20年                                                                |
| 季建业 | 中共南京市委副书记、市政府市长                                                   | 2013年10月17日 | 开除党籍、开除公职、判处有期徒刑15年                                                                |
| 廖少华 | 中共贵州省委常委、遵义市委书记                                                   | 2013年10月28日 | 开除党籍、开除公职、判处有期徒刑16年                                                                |
| 陈柏槐 | 湖北省政协原党组成员、副主席                                                     | 2013年11月19日 | 开除党籍、开除公职、判处有期徒刑17年                                                                |
| 郭有明 | 湖北省政府副省长                                                                 | 2013年11月27日 | 开除党籍、开除公职、判处有期徒刑15年                                                                |
| 陈安众 | 江西省人大常委会副主任                                                           | 2013年12月8日  | 开除党籍、开除公职、判处有期徒刑12年                                                                |
| 童名谦 | 湖南省政协党组成员、副主席                                                       | 2013年12月18日 | 开除党籍、开除公职、判处有期徒刑5年                                                                 |
| 杨 刚  | 全国政协经济委员会副主任、中共新疆维吾尔自治区党委原副书记、自治区政府常务副主席 | 2013年12月27日 | 开除党籍、开除公职、判处有期徒刑12年                                                                |
| 冀文林 | 海南省政府副省长                                                                 | 2014年2月18日  | 开除党籍、开除公职、判处有期徒刑12年                                                                |
| 祝作利 | 陕西省政协党组成员、副主席                                                       | 2014年2月19日  | 开除党籍、开除公职、判处有期徒刑11年                                                                |
| 金道铭 | 山西省人大常委会党组书记、副主任                                                 | 2014年2月27日  | 开除党籍、开除公职、判处无期徒刑                                                                    |
| 沈培平 | 云南省政府副省长                                                                 | 2014年3月9日   | 开除党籍、开除公职、判处有期徒刑12年                                                                |
| 姚木根 | 江西省政府副省长                                                                 | 2014年3月22日  | 开除党籍、开除公职、判处有期徒刑13年                                                                |
| 宋 林  | 華潤集團董事长、党委书记                                                         | 2014年4月17日  | 开除党籍、开除公职、判处有期徒刑14年                                                                |
| 毛小兵 | 中共青海省委常委、西宁市委书记                                                   | 2014年4月24日  | 开除党籍、开除公职、判处无期徒刑                                                                    |
| 谭栖伟 | 重庆市人大常委会副主任                                                           | 2014年5月3日   | 开除党籍、开除公职、判处有期徒刑12年                                                                |
| 王帅廷 | 中国港中旅集团公司副董事长、总经理                                               | 2014年5月16日  | 开除党籍、开除公职、判处有期徒刑16年                                                                |
| 阳宝华 | 湖南省政协原党组副书记、副主席                                                   | 2014年5月26日  | 开除党籍、开除公职、判处有期徒刑11年                                                                |
| 赵智勇 | 中共江西省委常委、秘书长                                                         | 2014年6月3日   | 开除党籍、副部级科员；2024年2月7日取消待遇、移送检察机关。                                          |
| 杜善学 | 中共山西省委常委、省政府副省长                                                   | 2014年6月19日  | 开除党籍、开除公职、判处无期徒刑                                                                    |
| 令政策 | 山西省政协党组成员、副主席                                                       | 2014年6月19日  | 开除党籍、开除公职、判处有期徒刑12年6个月                                                           |
| 万庆良 | 中共广东省委常委、广州市委书记                                                   | 2014年6月27日  | 开除党籍、开除公职、判处无期徒刑                                                                    |
| 谭 力  | 中共海南省委常委、副省长                                                         | 2014年7月8日   | 开除党籍、开除公职、判处无期徒刑                                                                    |
| 韩先聪 | 安徽省政协党组成员、副主席                                                       | 2014年7月12日  | 开除党籍、开除公职、判处有期徒刑16年                                                                |
| 张田欣 | 中共云南省委常委、昆明市委书记                                                   | 2014年7月12日  | 开除党籍、行政撤职、副部级降为副处级非领导职务                                                      |
| 武长顺 | 天津市政协党组成员、副主席、公安局局长                                           | 2014年7月20日  | 开除党籍、开除公职、判处死刑，缓期两年执行，限制減刑                                                |
| 陈铁新 | 辽宁省政协党组成员、副主席                                                       | 2014年7月24日  | 开除党籍、开除公职、判处有期徒刑13年9个月                                                           |
| 陈川平 | 中共山西省委常委、太原市委书记                                                   | 2014年8月23日  | 开除党籍、开除公职、判处有期徒刑6年6个月                                                            |
| 聂春玉 | 中共山西省委常委、秘书长                                                         | 2014年8月23日  | 开除党籍、开除公职、判处有期徒刑15年                                                                |
| 白 云  | 中共山西省委常委、统战部长                                                       | 2014年8月29日  | 开除党籍、开除公职、判处有期徒刑12年                                                                |
| 任润厚 | 山西省副省长                                                                     | 2014年8月29日  | 接受调查期间因癌症病亡，死后被开除党籍、开除公职                                                    |
| 孙兆学 | 中国铝业公司党组成员、总经理                                                     | 2014年9月15日  | 开除党籍、开除公职、判处有期徒刑16年                                                                |
| 潘逸阳 | 中共内蒙古自治区党委常委、区政府副主席、党组成员                                 | 2014年9月17日  | 开除党籍、开除公职、判处有期徒刑20年                                                                |
| 秦玉海 | 河南省人大常委会党组书记、副主任                                                 | 2014年9月21日  | 开除党籍、开除公职、判处有期徒刑13年6个月                                                           |
| 赵少麟 | 中共江苏省委原常委、秘书长                                                       | 2014年10月11日 | 开除党籍、开除公职、判处有期徒刑4年                                                                 |
| 梁 滨  | 中共河北省委常委、组织部长                                                       | 2014年11月18日 | 开除党籍、开除公职，判处有期徒刑8年                                                                 |
| 隋凤富 | 黑龙江省人大常委会副主任                                                         | 2014年11月27日 | 开除党籍、开除公职、判处有期徒刑11年                                                                |
| 王 敏  | 中共山东省委常委、济南市委书记                                                   | 2014年12月18日 | 开除党籍、开除公职、判处有期徒刑12年                                                                |
| 韩学键 | 中共黑龙江省委常委、大庆市委书记                                                 | 2014年12月22日 | 开除党籍、开除公职、判处有期徒刑12年6个月                                                           |
| 孙鸿志 | 国家工商总局副局长、党组成员                                                     | 2014年12月26日 | 开除党籍、开除公职、判处有期徒刑18年                                                                |
| 杨卫泽 | 中共江苏省委常委、南京市委书记                                                   | 2015年1月4日   | 开除党籍、开除公职、判处有期徒刑12年6个月                                                           |
| 马 建  | 国家安全部党委委员、副部长                                                       | 2015年1月16日  | 开除党籍、开除公职、判处无期徒刑                                                                    |
| 陆武成 | 甘肃省人大常委会副主任、党组副书记                                               | 2015年1月23日  | 开除党籍、开除公职、判处有期徒刑12年6个月                                                           |
| 斯鑫良 | 浙江省政协原副主席、党组副书记                                                   | 2015年2月16日  | 开除党籍、开除公职、判处有期徒刑13年                                                                |
| 许爱民 | 江西省政协党组成员、副主席                                                       | 2015年2月17日  | 开除党籍、行政撤职、副部级降为副处级非领导职务                                                      |
| 景春华 | 中共河北省委常委、秘书长                                                         | 2015年3月3日   | 开除党籍、开除公职、判处有期徒刑18年                                                                |
| 栗 智  | 新疆维吾尔自治区人大常委会原副主任                                               | 2015年3月11日  | 开除党籍、开除公职、判处有期徒刑12年                                                                |
| 仇 和  | 中共云南省委副书记                                                               | 2015年3月15日  | 开除党籍、开除公职、判处有期徒刑14年6个月                                                           |
| 徐建一 | 中国第一汽车集团董事长、党委书记                                                 | 2015年3月15日  | 开除党籍、开除公职、判处有期徒刑11年6个月                                                           |
| 廖永远 | 中国石油天然气集团公司总经理                                                     | 2015年3月16日  | 开除党籍、开除公职、判处有期徒刑15年                                                                |
| 徐 钢  | 福建省副省长                                                                     | 2015年3月20日  | 开除党籍、开除公职、判处有期徒刑13年                                                                |
| 赵黎平 | 内蒙古自治区政协原党组成员、原副主席                                             | 2015年3月25日  | 开除党籍、开除公职、判处死刑                                                                        |
| 王天普 | 中国石油化工集团公司党组成员、总经理                                             | 2015年4月27日  | 开除党籍、开除公职、判处有期徒刑15年6个月                                                           |
| 余远辉 | 中共广西壮族自治区党委常委、南宁市委书记                                         | 2015年5月22日  | 开除党籍、开除公职、判处有期徒刑11年                                                                |
| 肖 天  | 国家体育总局副局长、党组成员                                                     | 2015年6月25日  | 开除党籍、开除公职、判处有期徒刑10年6个月                                                           |
| 乐大克 | 西藏自治区人大常委会副主任                                                       | 2015年6月26日  | 开除党籍、开除公职、判处有期徒刑13年                                                                |
| 奚晓明 | 最高人民法院副院长、党组成员                                                     | 2015年7月12日  | 开除党籍、开除公职、判处无期徒刑                                                                    |
| 张力军 | 环境保护部原副部长、党组成员                                                     | 2015年7月30日  | 开除党籍、开除公职、判处有期徒刑4年                                                                 |
| 谷春立 | 吉林省政府副省长、党组成员                                                       | 2015年8月1日   | 开除党籍、开除公职、判处有期徒刑12年                                                                |
| 邓崎琳 | 武汉钢铁（集团）公司原董事长、党委书记                                           | 2015年8月29日  | 开除党籍、开除公职、判处有期徒刑15年                                                                |
| 朱福寿 | 东风汽车公司党委副书记、董事、总经理                                             | 2015年11月2日  | 开除党籍、行政撤职、按部门副职以下（不含部门副职）安排工作                                          |
| 司献民 | 中国南方航空集团公司党组副书记、总经理                                           | 2015年11月4日  | 开除党籍、开除公职、判处有期徒刑10年6个月                                                           |
| 白雪山 | 宁夏回族自治区政府副主席、党组成员                                               | 2015年11月6日  | 开除党籍、开除公职、判处有期徒刑15年                                                                |
| 艾宝俊 | 中共上海市委常委、副市长                                                         | 2015年11月10日 | 开除党籍、开除公职、判处有期徒刑17年                                                                |
| 吕锡文 | 中共北京市委副书记                                                               | 2015年11月11日 | 开除党籍、开除公职、判处有期徒刑13年                                                                |
| 姚 刚  | 中国证券监督管理委员会党委委员、副主席                                           | 2015年11月13日 | 开除党籍、开除公职、判处有期徒刑18年                                                                |
| 盖如垠 | 黑龙江省人大常委会党组书记、副主任                                               | 2015年12月8日  | 开除党籍、开除公职、判处有期徒刑14年                                                                |
| 常小兵 | 中国电信党组书记、董事长，中国联通原党组书记、董事长                             | 2015年12月27日 | 开除党籍、开除公职、判处有期徒刑6年                                                                 |
| 陈雪枫 | 中共河南省委常委、洛阳市委书记                                                   | 2016年1月16日  | 开除党籍、开除公职、判处無期徒刑                                                                    |
| 龚清概 | 中共中央台湾工作办公室、国务院台湾事务办公室副主任                               | 2016年1月19日  | 开除党籍、开除公职、判处有期徒刑15年                                                                |
| 王保安 | 国家统计局党组书记、局长                                                         | 2016年1月26日  | 开除党籍、开除公职、判处无期徒刑                                                                    |
| 刘礼祖 | 江西省政协党组成员、副主席                                                       | 2016年1月29日  | 开除党籍、行政撤职、副部级降为科员                                                                  |
| 曹建方 | 中共云南省委常委、秘书长                                                         | 2016年1月29日  | 开除党籍、副部级降为副处级非领导职务；2019年1月2日取消待遇，移送检察机关依法审查起诉                |
| 范 坚  | 国家税务总局黨組成員、总经济师                                                   | 2016年1月29日  | 开除党籍、行政撤职、副部级降为副处级非领导职务                                                      |
| 颜世元 | 中共山东省委常委、统战部长                                                       | 2016年1月29日  | 留党察看二年、行政撤职、副部级降为副厅级非领导职务                                                  |
| 韩志然 | 内蒙古自治区政协党组成员、副主席                                                 | 2016年1月29日  | 留党察看二年、行政撤职、副部级降为副厅级非领导职务                                                  |
| 孙清云 | 陕西省政协党组成员、副主席                                                       | 2016年1月29日  | 留党察看二年、行政撤职、副部级降为正处级非领导职务                                                  |
| 张 云  | 中国农业银行党委副书记、副董事长、行长                                           | 2016年1月29日  | 留党察看二年、行政撤职、按部门副职以下（不含部门副职）安排工作                                      |
| 刘志勇 | 广西壮族自治区政协党组成员、副主席                                               | 2016年1月29日  | 撤销党内职务、行政撤职、副部级降为正厅级非领导职务                                                  |
| 贺家铁 | 中共湖北省委常委、组织部长                                                       | 2016年2月4日   | 撤销党内职务、行政撤职、副部级降为正厅级非领导职务                                                  |
| 刘志庚 | 广东省政府副省长、党组成员                                                       | 2016年2月4日   | 开除党籍、开除公职、判处无期徒刑                                                                    |
| 蔡希有 | 中国中化集团公司党组成员、总经理                                                 | 2016年2月6日   | 开除党籍、开除公职、判处有期徒刑12年                                                                |
| 卢子跃 | 中共宁波市委副书记、市长                                                         | 2016年3月16日  | 开除党籍、开除公职、判处无期徒刑                                                                    |
| 王 阳  | 辽宁省人大常委会副主任、党组成员                                                 | 2016年3月16日  | 开除党籍、开除公职、判处有期徒刑16年6个月                                                           |
| 李 嘉  | 中共广东省委常委、珠海市委书记                                                   | 2016年3月23日  | 开除党籍、开除公职、判处有期徒刑13年                                                                |
| 张力夫 | 海南省人大常委会副主任                                                           | 2016年3月30日  | 开除党籍、按照副科级确定退休待遇                                                                    |
| 苏宏章 | 中共辽宁省委常委、政法委书记                                                     | 2016年4月6日   | 开除党籍、开除公职、判处有期徒刑14年                                                                |
| 杨鲁豫 | 中共济南市委副书记、市长                                                         | 2016年4月6日   | 开除党籍、开除公职、判处有期徒刑14年                                                                |
| 李成云 | 四川省政府原副省长、党组成员                                                     | 2016年4月9日   | 开除党籍、开除公职、判处有期徒刑10年                                                                |
| 张 越  | 中共河北省委常委、政法委书记                                                     | 2016年4月16日  | 开除党籍、开除公职、判处有期徒刑15年                                                                |
| 孔令中 | 贵州省政协党组成员、副主席                                                       | 2016年4月19日  | 留党察看一年、降为正厅级非领导职务                                                                  |
| 杨振超 | 安徽省政府党组成员、副省长                                                       | 2016年5月24日  | 开除党籍、开除公职、判处无期徒刑                                                                    |
| 李云峰 | 中共江苏省委常委、省政府常务副省长                                               | 2016年5月30日  | 开除党籍、开除公职、判处有期徒刑12年                                                                |
| 姚中民 | 国家开发银行原监事长                                                             | 2016年6月6日   | 开除党籍、开除公职、判处有期徒刑14年                                                                |
| 赖德荣 | 广西壮族自治区政协原党组成员、副主席                                             | 2016年7月22日  | 开除党籍、行政撤职、副部级降为科员                                                                  |
| 尹海林 | 天津市政府党组成员、副市长                                                       | 2016年8月22日  | 开除党籍、行政撤职、副部级降为副处级非领导职务                                                      |
| 郑玉焯 | 辽宁省人大常委会副主任                                                           | 2016年8月26日  | 开除党籍、开除公职、判处有期徒刑3年6个月                                                            |
| 陈树隆 | 中共安徽省委原常委、副省长                                                       | 2016年11月8日  | 开除党籍、开除公职、判处无期徒刑                                                                    |
| 张文雄 | 中共湖南省委常委、宣传部部长                                                     | 2016年11月8日  | 开除党籍、开除公职、判处有期徒刑15年                                                                |
| 吴天君 | 中共河南省委原常委、政法委书记                                                   | 2016年11月11日 | 开除党籍、开除公职、判处有期徒刑11年                                                                |
| 卢恩光 | 司法部党组成员、政治部主任                                                       | 2016年12月16日 | 开除党籍、开除公职、判处有期徒刑12年。                                                              |
| 王仲田 | 国务院南水北调办公室党组成员、副主任                                             | 2017年1月8日   | 撤销党内职务                                                                                        |
| 李建波 | 交通运输部党组成员、中纪委驻交通运输部纪检组组长                                 | 2017年1月8日   | 党内严重警告处分                                                                                    |
| 窦玉沛 | 民政部原党组成员、副部长                                                         | 2017年1月9日   | 党内严重警告处分、提前退休                                                                          |
| 虞海燕 | 中共甘肃省委常委、副省长                                                         | 2017年1月11日  | 开除党籍、开除公职、判处有期徒刑15年                                                                |
| 王银成 | 中国人民保险集团党委副书记、副董事长、总裁                                       | 2017年2月23日  | 开除党籍、开除公职、判处有期徒刑11年                                                                |
| 李文科 | 辽宁省人大常委会党组成员、副主任                                                 | 2017年2月28日  | 开除党籍、开除公职、判处有期徒刑16年                                                                |
| 陈 旭  | 上海市人民检察院原党组书记、检察长                                               | 2017年3月1日   | 开除党籍、开除公职、判处无期徒刑                                                                    |
| 周化辰 | 吉林省人大常委会原副主任                                                         | 2017年3月12日  | 因涉嫌严重违纪违法，接受组织调查审查并按正厅级确定退休待遇，2018年6月12日再次接受组织审查和监察调查 |
| 杨崇勇 | 河北省人大常委会党组书记、副主任                                                 | 2017年4月11日  | 开除党籍、开除公职、判处无期徒刑                                                                    |
| 张化为 | 中央巡视组原副部级巡视专员、中央纪委第五纪检监察室原主任                         | 2017年4月17日  | 开除党籍、开除公职、判处有期徒刑12年                                                                |
| 陈传书 | 民政部原党组成员、中国老龄协会原会长                                             | 2017年4月24日  | 留党察看一年、行政撤职、降为正局级非领导职务                                                        |
| 周春雨 | 安徽省政府党组成员、副省长                                                       | 2017年4月26日  | 开除党籍、开除公职、判处有期徒刑20年                                                                |
| 魏民洲 | 陕西省人大常委会党组副书记、副主任                                               | 2017年5月22日  | 开除党籍、开除公职、判处无期徒刑                                                                    |
| 刘新齐 | 新疆生产建设兵团党委原副书记、原司令员、中国新建集团公司原总经理                 | 2017年5月24日  | 开除党籍、行政撤职、副部级降为正处级非领导职务，收缴其违纪所得                                      |
| 曲淑辉 | 中央纪委驻国家民委纪检组原组长、国家民委原党组成员                               | 2017年6月20日  | 留党察看二年、行政撤职，降为正处级非领导职务                                                        |
| 刘善桥 | 湖北省政协党组成员、副主席                                                       | 2017年6月26日  | 开除党籍、开除公职、判处有期徒刑12年                                                                |
| 张喜武 | 国务院国资委原党委副书记、副主任                                                 | 2017年7月3日   | 撤销党内职务、行政撤职，降为正局级非领导职务                                                        |
| 王宏江 | 中共天津市委原常委、统战部原部长                                                 | 2017年7月10日  | 留党察看一年、降为正厅级非领导职务                                                                  |
| 许前飞 | 江苏省高级人民法院原党组书记、院长                                               | 2017年7月24日  | 撤销党内职务、降为正局级非领导职务                                                                  |
| 莫建成 | 中央纪委驻财政部纪检组组长、财政部党组成员                                       | 2017年8月27日  | 开除党籍、开除公职、判处有期徒刑14年                                                                |
| 夏崇源 | 公安部原党委委员、政治部主任                                                     | 2017年10月9日  | 留党察看二年、行政撤职，降为副局级非领导职务                                                        |
| 何 挺  | 重庆市政府原党组成员、副市长，市公安局原党组书记、局长                           | 2017年10月9日  | 开除党籍、行政撤职，降为副处级非领导职务，提前退休                                                  |
| 沐华平 | 重庆市政府原党组成员、副市长                                                     | 2017年10月9日  | 留党察看二年、行政撤职，降为副厅级非领导职务                                                        |